# Janne Wirman
Janne Viljami "Warman" Wirman (født d. 26. april 1979) er en finsk keyboardspiller for melodisk dødsmetal-bandet Children of Bodom og Warmen.

## Biografi
Wirman blev født i Espoo, Finland i 1979 og begyndte at spille klaver i en alder af fem. I det meste af han tidlige liv fokuserede han på jazzstilen men skiftede senere interesse til heavy metal-musik, da han sluttede sig til Children of Bodom i 1997.
Han afsluttede eksamen på Helsinkis Pop & Jazz-konservatorie i en alder af 16, og blev efterfølgende inviteret af Jaska Raatikainen til at slutte sig til Children of Bodom, da deres forrige keyboardspiller Jani Pirisjoki var blevet fyret fra bandet. Janne blev et afgørende medlem for bandet, der nu for alvor kunne starte en professionel karriere. Efter en del øvelse havde Wirman lært at spille i takt med guitaristen Alexi Laiho. Det er lettest at observere på deres liveoptræden og på Tokyo Warhearts-albummet på numre som "War of Razors" og "Downfall".

## Diskografi

### MedChildren of Bodom
Album
- Something Wild (1997)
- Hatebreeder (1999)
- Tokyo Warhearts (Live-cd, 1999)
- Follow the Reaper (2000)
- Hate Crew Deathroll (2003)
- Are You Dead Yet? (2005)
- Chaos Ridden Years - Stockholm Knockout Live (2006)
- Blooddrunk (2008)

Singler & ep'er
- Children of Bodom (Single, 1997)
- Downfall (Single, 1998)
- Hate Me! (Single, 2000)
- You're Better Off Dead!' (Single, 2002)
- Trashed, Lost & Strungout (Ep, 2004)
- In Your Face (Single, 2005)

### Med Warmen
Album
- Unknown Soldier (2000)
- Beyond Abilities (2001)
- Accept the Fact (2005)

Singler
- Somebody's Watching Me (Single, 2005)
- They All Blame Me (Single, 2005)
- Alone (Single, 2001)